# SV Schlierstadt 1921
Der Sportverein Schlierstadt ist ein Mehrspartenverein der Stadt Osterburken im Stadtteil Schlierstadt im Neckar-Odenwald-Kreis. Der Verein feierte im Jahr 2021 sein einhundertjähriges Bestehen. Er wurde 1921 zunächst als Fußballverein gegründet. In den siebziger Jahren entwickelte sich der Verein zu einem Mehrspartenverein des Breitensports.

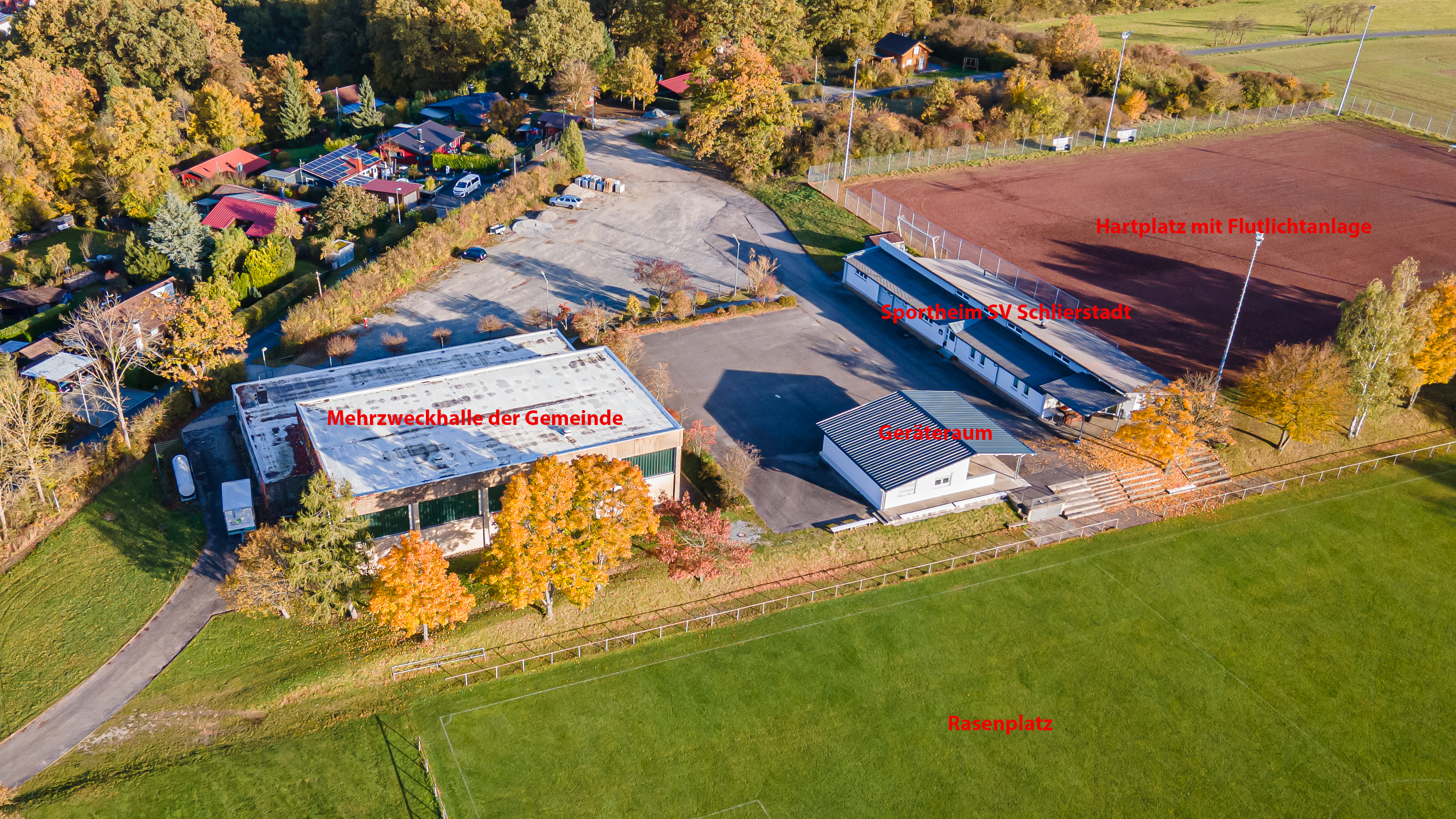
Sportanlagen SV Schlierstadt

## Vereinsgeschichte
Im Frühjahr 1921 waren einige junge Männer aus Schlierstadt bei einem Fußballspiel in Adelsheim. Diese waren von der Sportart so begeistert, dass sie bereits auf dem Heimweg beschlossen haben, einen Fußballverein zu gründen. So wurde im Sommer desselben Jahres der Sportverein Schlierstadt gegründet. Gründungsvorsitzender des Vereins war Hugo Rieger. Die ersten Vereinsfarben waren Blau-Weiß-Schwarz. Die erste Verbandsrunde startete für den jungen Fußballverein im Jahr 1922. Der erste Fußballplatz wurde gegenüber dem heutigen Rasenplatz neben der Seckacher Straße eingerichtet. Während des Zweiten Weltkrieges konnte aus Gründen des Spielermangels nicht weitergespielt werden. Erst im Frühjahr 1947 konnte der Spielbetrieb wieder aufgenommen werden. Zu den Auswärtsspielen musste nach dem Krieg oft auf der Ladefläche eines Lastkraftwagens angereist werden. Im Spieljahr 1951/52 wurde der SV Schlierstadt Staffelmeister in der B-Klasse und spielte anschließend für drei Jahre in der A-Klasse. In den folgenden Jahren blieben größere sportliche Erfolge aus. Unter der Vereinsleitung von Arno Reichel wurde ein neuer Sportplatz gebaut. Im Jahr 1963 wurde Klaus Gehrig Vorsitzender des SV Schlierstadt. In seiner 32-jährigen Amtszeit hat Klaus Gehrig den SV Schlierstadt zu einem Mehrspartenverein ausgebaut und wesentlich geprägt. In seine Amtszeit fielen der Bau des alten Sportheims, der Bau eines neuen Rasenplatzes und der Bau eines Hartplatzes mit Flutlichtanlage.  Ab Mai 1996 musste Hans Genzwürker den Verein zunächst kommissarisch führen. Von 1998 bis 2007 war Hans Genzwürker Vorsitzender das SV Schlierstadt. In seine Amtszeit fiel der Bau des neuen Sportheims, das mit bemerkenswerten Eigenleistungen erstellt werden konnte. Seit 2007 führt Mike Zöller den SV Schlierstadt. Unter seiner Regie wurde im Jahr 2008 die Flutlichtanlage des Hartplatzes erneuert, das Spielfeld des Rasenplatzes saniert und eine automatische Beregnungsanlage und Rasenschnittanlage installiert. Das letzte größere Bauprojekt war der Bau eines Gerätehauses, das im Jahr 2019 fertiggestellt werden konnte.

### Vereinsvorsitzende
Vor dem Zweiten Weltkrieg waren Hugo Rieger †, Josef Hemberger † und Josef Mackert † Vereinsvorsitzende. Die Amtszeiten der einzelnen Vereinsvorsitzenden ist allerdings erst ab 1946 genau zu belegen.
| von – bis | Vorsitzende                                                    |
| --------- | -------------------------------------------------------------- |
| 1946–1949 | Robert Link †                                                  |
| 1949–1950 | Wilhelm Leix †                                                 |
| 1950–1960 | Arno Reichel †                                                 |
| 1960–1962 | Otto Klug †                                                    |
| 1962–1963 | Arno Reichel †                                                 |
| 1963–1995 | Klaus Gehrig                                                   |
| 1995–1997 | Eleonore Rother                                                |
| 1998–2007 | Hans Genzwürker                                                |
| 2007–2023 | Mike Zöller                                                    |
| 2023-     | 1. Vorsitzender Fabian Ebel; 2. Vorsitzender Daniel Heimberger |

### Ehrenvorsitzende
- Arno Reichel †
- Klaus Gehrig
- Hans Genzwürker

## Abteilungen

### Fußball
Die Fußballabteilung ist die größte Abteilung des SV Schlierstadt. Derzeit spielt der SV Schlierstadt in der Kreisliga Buchen. Die Fußballabteilung ist gekennzeichnet durch eine gute Jugendarbeit, die es der Abteilung bisher immer ermöglichte eine eigenständige 1. Fußballmannschaft zu stellen.

### Volleyball
Die Volleyballabteilung entstand im Jahr 1982. Es war ein Angebot für die Mädchen des SV Schlierstadt und wurde rege angenommen. Größter Erfolg war der Aufstieg der Jugendmannschaft im Spieljahr 2017 / 18 in die Landesliga. Seit 2018 spielt die Damenmannschaft in der Bezirksklasse.

### Frauengymnastik
Die Abteilung Frauengymnastik entstand 1978 aus einer Gruppe von Frauen, die sich bereits seit 1965 getroffenen hatte. Die Gymnastikstunden finden in der Mehrzweckhalle der Gemeinde Schlierstadt statt.

## Ehemalige Abteilungen

### Frauenfußball
Im Jahr 1970 wurde eine Frauenfußballabteilung gegründet. Die Sportlerinnen aus den umgebenden Gemeinden erzielten erstaunliche sportliche Erfolge. Von 1975 bis 1980 gewann die Frauenmannschaft sechsmal hintereinander die badische Meisterschaft. Beim Wettbewerb Deutsche Fußballmeisterschaft 1975 ist die Mannschaft in der Vorrunde,  1977 im Halbfinale und 1981 im Viertelfinale  ausgeschieden. Herausragende Spielerin bei den Juniorinnen in den Jahren von 1976 bis 1980 war die später Bundestrainerin der Frauennationalelf, Silvia Neid. Im Jahr 1981 machte sich die Frauenfußballabteilung unter dem Namen SC Klinge Seckach selbständig.

### Tennis
Im Jahr 1979 wurde die Tennisabteilung gegründet und eine Tennisanlage errichtet. 1987 wurde ein Tennisheim gebaut. Im Jahr 1990 hat sich die Tennisabteilung vom Sportverein Schlierstadt abgetrennt und bildet seither den eigenständigen Verein Tennis-Club 1979 Schlierstadt e. V.

### Tischtennis
In der Zeit von 1980 bis 1999 existierte auch eine erfolgreiche Tischtennisabteilung.

### Seniorensport
Ab 1986 trafen sich ältere Vereinsmitglieder sonntagmorgens zu lockeren sportlichen Übungen unter Anleitung von Klaus Gehrig und formierten sich zur Abteilung Seniorensport. Im Jahr 2000 wurde die Abteilung wieder aufgelöst.

### Faustball
Im Jahr 1988 wurde eine Faustballabteilung gegründet. Diese spielte in der Faustballrunde des Main-Neckar-Turngaus. Zuletzt spielten die Sportler in der Landesliga Nordbaden. Es wurden mehrere Meistertitel erreicht. Im Jahr 2007 hat die Abteilung den SV Schlierstadt verlassen und ist zum SV Osterburken gewechselt.